# Неслужебное задание
«Неслужебное задание» — российский кинофильм, снятый по мотивам повести Андрея Сербы «Наш верх, пластун». Рассказывает о боях советских солдат с оккупантами сразу после Великой Отечественной войны. Первая часть дилогии, продолженная фильмом «Взрыв на рассвете» с участием одного из главных героев.

## Сюжет
Июнь 1945 года. Западная Чехия. Германия капитулировала, но остатки некогда мощной германской группы армий «Центр» разрозненными группами пробиваются на запад в надежде сдаться англо-американским войскам.
Действие фильма начинается со скоротечного боя на мосту с несколькими солдатами СС. Как позже выясняется, таких разведывательных групп несколько, и у них какая-то очень важная задача. Укрепив группу командира разведроты механизированной бригады Воронкова отрядом казачьего соединения, командование приказало ликвидировать все группы эсэсовцев, пробиравшиеся через заповедник к западной границе Чехии. На просёлочной дороге в ловко устроенной немецкой засаде погибает половина казаков и водитель из группы Воронкова. А командованию становится известно, что в одной из групп пробирается на Запад бригадефюрер СС, в руках у которого находятся секретные документы по Праге, очень интересующие советское руководство в Москве. Группе Воронкова и Сербы приказано взять этого генерала живым. В конечном итоге обычная погоня превращается в настоящую схватку не на жизнь, а на смерть.
Из разведгруппы и отряда казаков в живых остаются лишь Воронков и Серба. Поздним вечером они настигают немцев в одной каменной пещере и на рассвете приступают к ликвидации эсэсовцев. В ходе перестрелки Воронков получает смертельное ранение, а Серба в рукопашном бою убивает фашистского генерала. Перед смертью старший лейтенант спрашивает казака: «Теперь-то хоть война кончилась?» На что последний отвечает: «Да, ротный, кончилась».

## Дополнительно
Съемки фильма проходили в Крыму, под Бахчисараем, на склонах плато Ай-Петринская яйла, а штаб казаков построили на горе Ай-Петри.
Съёмки второй части фильма — «Взрыв на рассвете» проходили частично в болотах под Одессой, частично — в Ивановской области у посёлка Лежнево и в санатории «Оболсуново». Мост в фильме — это мост через реку Ухтохму у деревни Увальево Лежневского района. Использовался аэродром, техника и оружие 98-й десантной дивизии.
Фильм был показан в канун празднования 59-годовщины со Дня Победы над немецко-фашистскими захватчиками в Воронеже и области.
Премьера фильма состоялась 7 мая 2005 года в московском кинотеатре «Свобода», а вечером 8 мая на телеканале «Россия».
29 марта 2005 года Павел Майков приехал в Вологду и представил новый фильм режиссёра Виталия Воробьёва «Неслужебное задание». Показ фильма был приурочен к празднованию 60-летия Победы советского народа в ВОВ, проходивший в рамках кинофестиваля «Поклонимся великим тем годам».
Фильм снят довольно близко к тексту повести Андрея Сербы «Наш верх, пластун», но имеет и ряд отличий. Так в книге старший лейтенант не погиб, а был тяжело ранен. Главный герой в экранизации носит фамилию писателя, хотя в книге его фамилия — Вовк.
Фильм стал дебютом режиссёра Виталия Воробьёва.
Для Павла Майкова роль в фильме стала первой крупной после «Бригады», что наложило негативный отпечаток на его игру — по его словам «я там очень перестарался. Есть удачные сцены, а есть, где видно, что я там стараюсь, стараюсь. Только чтоб на Пчёлу не было похоже. У меня была главная задача не раскрыть образ лейтенанта Сербы, казака, а уйти подальше от образа Пчёлы. И это была моя ошибка. Я просто неправильно подошёл к роли». Что также было замечено критиками, но его игра была положительно отмечена по сравнению с работой других актёров: «Если тот же Павел Майков, вызывая одновременно ассоциации с Конаном-Варваром и братком из „Бумера“, всё же демонстрирует какое-то подобие актёрской игры (хотя и переигранной), то остальные на съёмочной площадке будто задеревенели».
В 2023 году в молодёжном центре города Ступино в преддверии Дня Воздушно-десантных войск прошёл показ картины Виталия Воробьёва «Неслужебное задание».

## Награды и призы
- Главный приз I Кинофестиваля военно-патриотических фильмов имени С. Ф. Бондарчука «Волоколамский рубеж», Волоколамск, 2004 год. На том же фестивале Павел Майков назван лучшим актёром[10].
- Специальный приз фестиваля военного кино имени Ю. Н. Озерова «За правдивое отражение темы патриотизма в военном кино», Чебоксары, 2004 год.
- Победитель в номинации «Война и мир» кинофестиваля «Закон и общество», Москва, 2004 год.

## В ролях
- Павел Майков — младший лейтенант Серба
- Михаил Присмотров — старший лейтенант Воронков
- Василий Слюсаренко — Глущенко
- Сергей Потапов — Иван
- Александр Сериков — Микола
- Игорь Марычев — Павло
- Тимур Савин — Петро
- Михаил Васьков — Сергеич
- Алексей Ильин — Шевчук
- Николай Карпенко — бригадефюрер
- Сергей Греков — командир отряда казаков
- Олег Меленевский — полковник (озвучивание: Вадим Андреев)
- Игорь Салимонов — немец Шульц
- Григорий Калинин — эпизод

## Съёмочная группа
- Продюсер: Сергей Кучков
- Авторы сценария: Сергей Сергеев, Вера Фёдорова, Виталий Воробьёв, Сергей Кучков
- Режиссёр-постановщик: Виталий Воробьёв
- Оператор-постановщик: Сергей Бондарев
- Композитор: Алексей Карпов
- Художник-постановщик: Владимир Душин
- Звукорежиссёр: Михаил Николаев
- Художник-гримёр: Елена Глазунова
- Художник по костюмам: Светлана Смирнова
- Дизайн звуковых эффектов: Дмитрий Васильев